# Chen Xiaoyun
Chen Xiaoyun (chinês: 陈小纭, pinyin: Chén Xiǎoyún; Jilin, 29 de junho de 1989) é uma atriz chinesa.

## Filmografia

### Séries de Televisão
| Ano  | Título                        | Personagem                       | Nota        |
| ---- | ----------------------------- | -------------------------------- | ----------- |
| 2021 | Novolândia: Eclipse de Pérola | Zizan & Tilan (Consorte Shurong) | [ 2 ] [ 3 ] |